# Thysanotus arenarius
Thysanotus arenarius är en sparrisväxtart som beskrevs av Norman Henry Brittan. Thysanotus arenarius ingår i släktet Thysanotus och familjen sparrisväxter. Inga underarter finns listade i Catalogue of Life.